# Cryptembia rondonia
Cryptembia rondonia är en insektsart som beskrevs av Ross 2003. Cryptembia rondonia ingår i släktet Cryptembia och familjen Anisembiidae. Inga underarter finns listade i Catalogue of Life.